# Fingertips (Tom Gregory)
Fingertips is een nummer van de Britse zanger Tom Gregory uit 2020. Het is de vijfde single van zijn eerste studioalbum Heaven in a World So Cold.
"Fingertips" is een vrolijk liefdesliedje dat gaat de eenvoud van liefde en waarom het genoeg is om iemands liefde en steun te hebben. Het nummer demonstreert de schoonheid van een relatie die de tand des tijds heeft doorstaan, en hoe de ogenschijnlijk kleine momenten in een relatie de belangrijkste kunnen zijn. Gregory scoorde in een aantal Europese landen een (radio)hit met het nummer. Hoewel het flopte in zijn thuisland het Verenigd Koninkrijk, werd het wel een bescheiden hit in het Duitse taalgebied. In Nederland werden ook geen hitlijsten gehaald, terwijl de plaat in Vlaanderen de 47e positie in de tipparade bereikte.

## Tracklijst
Muziekdownload
1. "Fingertips" - 2:45